# Manuel Estiarte
Manel Estiarte i Duocastella (Manresa, 28 de outubro de 1961) é um ex-jogador de polo aquático espanhol, campeão olímpico.

## Carreira
Manuel Estiarte fez parte da geração de ouro do polo aquático espanhol, fez parte nos elencos vice-campeão olímpico de 1992, e que conquistou o ouro em Atlanta, 1996.